# Martigues
Martigues è un comune francese di 47 290 abitanti situato nel dipartimento delle Bocche del Rodano della regione della Provenza-Alpi-Costa Azzurra.

## Geografia fisica
L'abitato si situa sul canale di Caronte, attraverso il quale il mar Mediterraneo (golfo di Fos) versa le sue acque nello stagno di Berre, specchio di acqua salmastra. Martigues si trova al capo est del canale, all'imbocco dello stagno, ed è costituita da tre nuclei storici che nel 1581 si unirono per formare la città attuale: Jonquières a sud, Ferrières a nord, e L'Île al centro del canale di Caronte. Quest'ultima si presenta oggi come il risultato della progressiva urbanizzazione di una serie di isolotti che hanno dato alla città l'appellativo di "Venezia provenzale", ancora sfruttato sebbene adesso dei numerosi canali ne sia rimasto solo uno (canale di Saint-Sébastien); vi è poi il canale Galliffet (o du Roi) tra Jonquières e L'Île e il canale di Bassengue tra L'Île e Ferrières.
Il territorio comunale si estende fino alla costa mediterranea, la Costa Blu a sud e il golfo di Fos a ovest, includendo tra le varie località Saint-Pierre-les-Martigues, Saint-Julien-les-Martigues, La Couronne, nota per le sue cave da pietra da costruzione, e Lavera, sede di importanti raffinerie petrolifere. Ha un'estensione di 7144 ettari di cui 697 ettari di bosco, e una linea marittima e lacustre di 40 km di cui 11 km si affacciano direttamente sul Mediterraneo.
I comuni limitrofi sono: Port-de-Bouc, Saint-Mitre-les-Remparts, Châteauneuf-les-Martigues e Sausset-les-Pins. Il comune ospita il Museo Ziem di pittura (1800 e contemporanea) e archeologia.

## Etimologia
Trascritto di volta in volta come Martigue o Martigues, Le Martigue, Les Martigue, Le Martigues o Les Martigues, il nome della città presenta varie e dubbie etimologie, tra le quali ricordiamo la possibile derivazione dal provenzale mortaigues, mortes-aigues, "acque morte", a indicare gli stagni, o dal nome della città ligure-colonia romana di Maritima Avaticorum.
L'articolo "les", attualmente non fa parte del nome, mentre relativamente ad altre località come le citate Saint-Pierre-les-Martigues, Saint-Julien-les-Martigues e Châteauneuf-les-Martigues la particella "les" deriva dal provenzale lez che significa "presso", "vicino".

## Leggenda aurea
Secondo la leggenda aurea, Lazzaro, Maria Salome, Marta di Betania, Maria Jacobé e Maria Maddalena secondo la leggenda sarebbero arrivate in questi luoghi assieme alla serva Sara la Nera, dopo aver vagato in mare su una barca priva di remi. Dapprima giunsero nel territorio la Couronne, dove dopo lungo peregrinare trovarono finalmente un pozzo di acqua potabile: per tal motivo il luogo d'approdo è chiamato ancora oggi Santo Terro, "santa terra", dove vi è una cappella dedicata alla Santa Croce, la chiesetta della Sainte-Croix, il famoso pozzo e la supposta impronta di un piede di Lazzaro. Due volte l'anno vi è una processione alla cappella. Da qui, imbarcata l'acqua potabile necessaria, i santi personaggi avrebbero proseguito per la Camargue, per approdare a Saintes-Maries-de-la-Mer.

## Società

### Evoluzione demografica
Abitanti censiti